# Erik Ågren
Erik Ågren (ur. 3 stycznia 1916 w Stallarholmen, zm. 3 lipca 1985 w Hägersten w Sztokholmie) – szwedzki bokser, brązowy medalista letnich igrzysk olimpijskich w Berlinie w kategorii lekkiej.
Był czterokrotnym mistrzem Szwecji. W 1936 roku na turnieju olimpijskim pokonał Meksykanina Lorenzo Delgado, Szweda Mario Facchina i Amerykanina Andrew Scrivaniego. W walce półfinałowej przegrał z Estończykiem Nikolaiem Stepulovem, natomiast w pojedynku o brązowy medal pokonał walkowerem Duńczyka Poula Kopsa.
W 1939 roku na mistrzostwach Europy w Dublinie zdobył srebrny medal, pokonując kolejno Łotysza Konstantinsa Tjasto (nokaut w pierwszej rundzie) i Anglika Roberta Thomasa (na punkty). W finale przegrał na punkty z Polakiem Antonim Kolczyńskim.